# Кредит Европа банк
Кредит Европа Банк — коммерческий банк в России, центральный офис находится в Москве. Изначально назывался «Финансбанк», в 2007 году изменил наименование на «Кредит Европа банк», в 2019 к наименованию добавлено слово «Россия».

## Деятельность
АО «Кредит Европа банк (Россия)» – российский банк с иностранным капиталом, основанный в 1997 году, принадлежит международной финансовой группе FIBA, осуществляющей свою деятельность в 11 странах мира.
Деятельность «Кредит Европа банка» в России сосредоточена в таких городах, как Москва, Санкт-Петербург, Казань, Екатеринбург, Уфа, Новосибирск, Ростов-на-Дону и других.
Основным акционером «АО Кредит Европа банк (Россия)» является «Фиба Холдинг А.Ш».

## История
В 1997 был создан «Финансбанк (Москва) А. О.» как банк со 100 % иностранным капиталом. Банк был сосредоточен на обслуживании корпоративных клиентов, большую часть которых составляли турецкие компании, работающие в России.
В 2000 году банк вышел на рынок потребительского кредитования и стал выпускать собственные пластиковые карты, обслуживая главным образом сотрудников своих корпоративных клиентов.
В 2001—2003 годах банк существенно расширил свою клиентскую базу и начал активно осваивать рынок потребительского кредитования в России.
В 2004 году были открыты региональные представительства Банка в Санкт-Петербурге, Казани, Нижнем Новгороде, Ростове-на-Дону, Перми, Уфе и Самаре.
В 2005 году агентство Moody`s присвоило ЗАО «Финансбанк» международный рейтинг «Ba2». Банк становится участником системы обязательного страхования вкладов (регистрационный номер 690), а также начинает работать с предприятиями малого и среднего бизнеса и запускает программу автокредитования.
В 2006 году FIBA International Holding продал один из основных своих активов — «Финансбанк» (Турция) Национальному Банку Греции (НБГ). По условиям сделки, права на бренд «Финансбанк» перешли НБГ. В 2006 году банк начал сотрудничество с сетью АШАН. Агентство Moody`s повысило рейтинг банка до уровня «Ba1».
В 2007 году «Финансбанк» официально меняет своё название на «Кредит Европа банк» (ЗАО). 
В 2008 году банк начал сотрудничество с IKEA. Банк стал участником государственной программы субсидирования автокредитования. Разрабатываются совместные программы с UZ-Daewoo, Hyundai, Chery, Chrysler, ГАЗ, Isuzu.
В 2010 году банку присвоен рейтинг Fitch Rating «BB-». Банк запускает кобрендинговую программу по выпуску кредитных карт (MEGA CARD) совместно с торговой сетью МЕГА. 
В 2011 году банку присвоен рейтинг «AA+» по национальной шкале, прогноз «стабильный» и «BBB+» по международной шкале, прогноз «стабильный» агентством «Рус-Рейтинг».
В 2012 - 2013 годах банк вошел в ТОП-5 лидеров на рынке автокредитования в России и начал выпускать кобрендинговую карту Ferrari
В 2015 году банк начал выпускать флагманскую дебетовую карту CARD PLUS World Mastercard с программой лояльности
В 2016 - 2017 годах запущен мобильный банк для клиентов-физических лиц и разработана карта CARD CREDIT PLUS
В 2019 году банк официально меняет свое название на «Кредит Европа Банк (Россия)» (АО).
В 2020 году банк присоединился к Системе быстрых платежей (СБП), начал выпуск цифровых карт и расширил функциональные возможности мобильного приложения как для физических лиц, так и для бизнеса.

## Собственники и руководство
Основателем и владельцем «Фиба Холдинга», в структуру которого входит «Кредит Европа банк», является Хюсню Озъегин, турецкий бизнесмен, миллиардер.
55% акций «Кредит Европа банка» в России принадлежат «Фиба Холдинг А.Ш.», 35% - «Фина Холдинг А.Ш.», остальные 10% принадлежат «Кредит Европа Банк Н.В.».

## Показатели деятельности, рейтинги
По данным Банки.ру, на 1 февраля 2021 года нетто-активы банка — 123,65 млрд рублей (54-е место в России), капитал (рассчитанный в соответствии с требованиями ЦБ РФ) — 19,34 млрд, кредитный портфель — 95,15 млрд, обязательства перед населением — 69,43 млрд.

Moody’s – «B1», прогноз «стабильный» (отозван в 2022 году);
Fitch – «BB-», прогноз «стабильный» (отозван в 2022 году);
Рейтинговое агентство АКРА в 2017 году присвоило АО "Кредит Европа Банк (Россия)" рейтинговую оценку BBB(RU) со стабильным прогнозом. Рейтинг ежегодно подтверждался до 2023 года, когда он был повышен до BBB+(RU). В 2024 и в 2025 годах подтверждался на том же уровне.